# Cedeño (Bolívar)
Cedeño is een gemeente in de Venezolaanse staat Bolívar. De gemeente telt 105.000 inwoners. De hoofdplaats is Caicara del Orinoco.